# Raudholmane (Bømlo)
Ne doit pas être confondu avec Raudholmane ou Raudholmane (Fitjar).
Raudholmane est une île norvégienne du comté de Hordaland appartenant administrativement à Bømlo.

## Description
Rocheuse et désertique, à fleur d'eau, elle s'étend sur environ 288 m de longueur pour une largeur approximative de 149 m.